# Karate (Band)
Karate ist eine stark von Jazz-Einflüssen geprägte Indie-Band, die 1993 in Boston gegründet wurde. 

## Geschichte
Karate wurde 1993 von Geoff Farina, Eamonn Vitt und Gavin McCarthy in Boston gegründet. Innerhalb eines Jahres veröffentlichten sie ihre erste 7", Death Kit, 1994 erschien dann das erste Album der Band, Karate.
Im Jahre 1995 stieg Jeff Goddard als Bassist ein, Eamonn Vitt spielte von nun an die zweite Gitarre und verließ 1997 schließlich die Band, um Arzt zu werden. Danach veröffentlichten die restlichen Bandmitglieder In Place of Real Insight, kurz darauf The Bed Is in the Ocean. Dieses Album symbolisiert mit Sicherheit den Wandel der Band am besten. Die Emo- bzw. Indie-Einflüsse werden immer geringer, Karate orientieren sich mehr an festen Liedstrukturen, das Spiel wirkt nun deutlich disziplinierter und nähert sich so immer mehr dem Jazz.
Im Juli 2005 sahen sich Karate aufgrund der Gehörprobleme von Geoff Farina dazu gezwungen, sich aufzulösen. Sie spielten ihr letztes Konzert am 10. Juli 2005 in Rom.
Bis zur Auflösung bestand Karate aus Geoff Farina (Gesang, Gitarre), Jeff Goddard (Bass) und Gavin McCarthy (Schlagzeug). 2022 gab es eine Reunion. Im Oktober 2024 hat die Band ihr neues Album Make It Fit veröffentlicht und wird im Dezember 2024 auf Tour in UK und Belgien gehen; in Deutschland ist bisher ein Konzerttermin für Mai 2025 angekündigt.

## Diskografie

### Alben
- 1993: Sometimes You’re a Radio (MC, Eigenveröffentlichung)
- 1995: Karate (Southern Records)
- 1997: In Place of Real Insight (Southern Records)
- 1998: The Bed Is in the Ocean (Southern Records)
- 2000: Unsolved (Southern Records)
- 2002: Some Boots (Southern Records)
- 2004: Pockets (Southern Records)
- 2024: Make It Fit (Numero Group)

### EPs und Singles
- 1994: Death Kit / Nerve (7"-Single, The Self-Starter Foundation)
- 1995: The Schwinn / On Letting You Go (7"-Split-Single mit The Lune, Lonesome Pine)
- 1995: Cherry Coke / Visit from Mars (7"-Split-Single mit The Crownhate Ruin, Art Monk Construction)
- 1998: Operation: Sand / Empty There (CD-Single, Southern Records)
- 2002: Cancel / Sing (CD-EP, Southern Records)
- 2022: Corduroy (7"-Single, Numero Group)
- 2023: Fantasma (7"-Split-Single mit Unwound, Numero Group)

### Live
- 2002: Concerto Al Barchessone Vecchio (Fooltribe)
- 2005: In the Fishtank #12 (Konkurrent)
- 2007: 595 (Southern Records)